# Parc des Sports de Sauclières
El Parc des Sports de Sauclières és un estadi situat a Besiers, a Erau, que té una capacitat per 12.000 espectadors (8.000 asseguts).
Anteriorment va ser l'estadi de l'Association Sportive de Béziers Hérault. També va acollir diverses finals del Campionat de França de rugbi a 15, com la del 17 d'abril de 1921, jugada per l'USAP i l'Stade Toulousain (5-0). Actualment el fan servir clubs de rugbi de divisions inferiors i clubs de rugbi a 13.